# マヘトゥビ
マヘ トゥビ（Mahe Tuvi、1980年9月21日 - ）は、トンガ出身 の元ラグビー選手。現在ジャパンラグビーリーグワン釜石シーウェイブスRFCの主務・通訳を務めている。

## プロフィール
- 身長183cm、体重109kg
- 旧名「トゥビ・マヘ」。
- ポジションはプロップ。
- ニックネームはボッブ。

## 略歴
大東文化大学卒業後、2006年、日本IBMビッグブルーに加入。
2009年、福岡サニックスブルースに加入し、同年に日本に帰化した。
2011年11月29日に行われたジャパンラグビートップリーグ第1節のリコーブラックラムズ戦に先発出場で公式戦初出場を果たした。
2013年、釜石シーウェイブスに加入。